# Ephemerum spinulosum
Ephemerum spinulosum är en bladmossart som beskrevs av Bruch och W. P. Schimper in W. P. Schimper 1860. Ephemerum spinulosum ingår i släktet dagmossor, och familjen Ephemeraceae. Inga underarter finns listade i Catalogue of Life.